# Genoveva
Genoveva är en tragedi i 5 akter, 1843 av Friedrich Hebbel.

## Roller
- Siegfried, greve av Pfalz
- Genoveva, dennes hustru
- Golo
- Katharina
- Margaretha, en gammal kvinna
- Hildebrant, en riddare
- Tristan, en riddare

- - - - - - 
- Drago
- Caspar
- Conrad, jägare
- Balthasar
- Hans
- Edelknecht
- Klaus
- En målare
- En gammal jude
- Dragos ande

## Handling
Dramat utspelar sig på 700-talet och handlar om Genoveva av Brabant (omkring 730 - 750) och ståthållaren Golos övergrepp på den trogna Genoneva, som sedan oförskyllt anklagas för äktenskapsbrott och döms till döden, men döms istället till ett liv i en fängelsehåla, till dess hennes man Siegfried inser misstaget och släpper henne fri.

## Övrigt
Robert Schumann och Natanael Berg har skrivit operor över dramat.